# Encarnación Magaña Gómez
Encarnación Magaña Gómez (Tabernas, 30 de novembre de 1921 – Almeria, 11 d'agost de 1942), coneguda també com Encarnita Magaña i Encarnación García Córdoba, va ser una anarquista llibertària espanyola  jutjada i executada pel cas conegut com el Parte Inglés, fet que la va convertir en la única dona afusellada durant la postguerra a la província d'Almeria.

## Biografia
Magaña va néixer a Tabernas el 30 de novembre de 1921, era filla del jornaler José Magaña Rosa i de Dolores González Soriano. El seu pare va morir en accident de treball el 1922. La mare es va traslladar a la capital, va treballar en una fàbrica i va morir el 1926.En quedar òrfena, va ser adoptada pel matrimòni format per Rafael García Montesinos i Epifania Córdoba Tortosa, dels quals va rebre posteriorment els cognoms.
Va estudiar fins a secundaria i aviat va destacar pel seu compromís polític i intel·lectual. El 1936 va morir el seu pare adoptiu. Un cop iniciada la Guerra civil va ingressar a la Federació Ibèrica de Joventuts Llibertàries, d'on va ser secretària i després presidenta interina de Dones Lliures, i també a la CNT.
Es va casar amb José Hernández Ojeda, membre del Comité Revolucionari d'Almeria, delegat d'Ordre Públic i Comissari polític del Batalló Floreal, amb el qual va realitzar activitats d'agitació i propaganda. Magaña va organitzar al Teatre Cervantes d'Almeria el festival benèfic de la Solidaritat Internacional Antifeixista, a més de les visites als milicians anarquistes als fronts de Granada per a portar-los premsa i menjar.
A l'acabar la guerra amb la derrota del bàndol republicà, va intentar fugir a Alacant amb el seu company per embarcar cap a Amèrica, però no va ser possible. El 3 d'agost de 1939, va ser detinguda per primera vegada i va ser  ingressada a la presó provincial de dones d'Almeria, l'anomenada Gachas colorás, des d'on va continuar al servei del Socors Roig internacional entre els presos polítics antifeixistes i l'exterior. Va sortir en llibertat durant la primavera de 1940.

### "El Parte Inglés"
Va trobar feina a la Llibreria Anglesa i des del seu càrrec, juntament amb altres antifeixistes dirigits per Joaquín Villaespesa Quintana, es va encarregar de traduir i copiar els comunicats que donava la BBC britànica sobre la Segona Guerra Mundial, copies que, després d'ésser editades a Gibraltar, es distribuïen a Almeria, a dins de la publicació antifranquista El Calpense, que anava a favor dels aliats i contra l'Alemanya nazi d'Adolf Hitler.
Una delació va fer que Magaña fos novament detinguda, acusada de formar part d'una organització clandestina i de fer difusió de propaganda subversiva. Va entrar a la presó el 24 de març de 1941 i al cap d'un mes va caure la resta de companys.
El Consell de guerra, causa n. 1319/41 conegut com El Parte Inglés, va tenir una gran transcendència en la postguerra d'Almeria. Magaña va ser condemnada a la pena de mort, en una sentència exemplaritzant, al costat  vuit companys més, en un judici sense garanties processals.
A La matinada de l'11 d'agost de 1942, Encarnación Magaña, de 20 anys d'edat, va ser executada al costat de Joaquín Villaespesa Quintana, Cristóbal Company García, Francisco García Luna, Justo Ruiz Pelegrina, Juan Hernández Granados, Diego Molina Matarín i Francisco Martín Vázquez i enterrada en una fossa comuna amb dos d'ells. Va ser l'única dona afusellada a Almeria durant el franquisme.

## Reconeixements
El 2020, el poble de Tabernas la va honorar  dedicant-li un carrer com a reconeixement a la seva lluita per la llibertat, essent el primer carrer d'aquesta localitat que va tenir nom de dona.
La història d'Encarnación Magaña i la dels altres vuit afusellats està recollida en el llibre El Parte Inglés. La lucha antifranquista desde la clandestinidad en Almeria de l'editorial Círculo Rojo, a partir de la recerca de l'historiador Eusebio Rodríguez Padilla.